# لي هاي-يونغ
لي هاي-يونغ (هانغل: 이혜영) هي ممثلة كورية جنوبية، ولدت في 25 نوفمبر 1962 في سول في كوريا الجنوبية.

## أعمال

### مسلسلات
- الجحيم الحلو المر (MBC, 2024)[5]
- كعب القتال (tvN, 2022).[6]
- المحامي الخارج عن القانون (tvN, 2018).[7]
- الأم (tvN, 2018).
- استمع إلى قلبي (MBC, 2011)
- فتيان قبل الزهور (KBS2, 2009)
- انظر إلى الوراء بابتسامة (KBS2, 2006)
- أزياء السبعينيات (SBS, 2005)
- أنا اسف، انا أحبك (KBS2, 2004)
- وهكذا يطفو التاريخ (KBS1, 1989-1990)

## وصلات خارجية
- لي هاي-يونغ على موقع IMDb (الإنجليزية)
- لي هاي-يونغ على موقع قاعدة بيانات الفيلم (الإنجليزية)